# Heggadadevankote
Heggadadevanakote là một thị xã panchayat của quận Mysore thuộc bang Karnataka, Ấn Độ.

## Nhân khẩu
Theo điều tra dân số năm 2001 của Ấn Độ, Heggadadevanakote có dân số 12.043 người. Phái nam chiếm 51% tổng số dân và phái nữ chiếm 49%. Heggadadevanakote có tỷ lệ 66% biết đọc biết viết, cao hơn tỷ lệ trung bình toàn quốc là 59,5%: tỷ lệ cho phái nam là 72%, và tỷ lệ cho phái nữ là 60%. Tại Heggadadevanakote, 12% dân số nhỏ hơn 6 tuổi.